# Бахметев, Николай Николаевич
Николай Николаевич Бахметев (1772—1831), Бахметев 1-й (1812) — генерал-майор русской императорской армии (1798), военный губернатор Оренбургской, Смоленской и Волынской губерний, участник Отечественной войны 1812 года. Брат А. Н. Бахметева.

## Биография
Родился в 1772 году в семье старинного дворянского рода Курской губернии Бахметевых. В семье был старшим сыном. Родители: Николай Иванович Бахметев и Наталья Ивановна, урождённая Маслова.
Военную службу начал в лейб-гвардии Преображенском полку с 1789 года, куда был записан сержантом. В течение короткого времени прошёл обер-офицерские чины в Измайловском лейб-гвардии полку. Принимал участие в боях со шведами, за что получил чин прапорщика в 1790 году. В звание полковника произведён в 1797 году. Во время царствования императора Павла I, 30 мая 1798 года, получил чин генерал-майора и назначен шефом Рыльского мушкетерского полка с получением ордена Св. Иоанна Иерусалимского.
Сам Николай Николаевич в представлениях на имя императора Павла I, а затем и Александра I, указывал свой полный титул следующим образом:

Генерал-майор, Оренбургский военный губернатор, управляющий гражданской частью по сей губернии, начальствующий Оренбургским пограничным краем, инспектор Оренбургской инспекции по инфантерии, шеф Рыльского мушкетёрского полка, орденов Российского Св. Анны I степени кавалер и Мальтийского Святого Иоанна Иерусалимского командор Бахметев
30 сентября 1798 года назначен Оренбургским военным губернатором. В 1801 году открыл Оренбургское дворянское военное училище. Высочайшим приказом от 28 октября 1801 года генерал-майор, шеф Рыльского мушкетерского полка, уволен в отпуск на 8 недель. В декабре 1803 года уволен в отставку, а 20 мая 1811 года вновь принят на службу и 28 августа того же года назначен смоленским военным губернатором.
Во время Отечественной войны 1812 года назначен командиром сводной гренадерской дивизии 1-й Западной армии, затем 22 апреля 1812 года назначен командиром 11-й пехотной дивизии 4-го пехотного корпуса Западной армии. Сражался при Островне, Смоленске и под Бородино. В бою был тяжело контужен картечью в щеку. В кампанию 1813 года отличился в бою при Калише, за что был награждён золотой шпагой «За храбрость» с алмазами) Уволен  24 апреля 1813 года в отставку по болезни.
После излечения перешёл на гражданскую службу. С 1815 года был назначен волынским губернатором.

## Семья
Супруга — Екатерина Александровна Нарышкина (1791—1821), дочь бригадира Александра Александровича Нарышкина от брака с княжной Варварой Ивановной Белосельской (1768—1825); племянница И. А. Нарышкина.
Детей в браке не было.